# Lista pieselor needitate ale formației Phoenix
Aceasta este o listă cu piese ale formației Phoenix ce nu au fost editate niciodată pe vreun suport audio oficial. Parte dintre aceste piese se află înregistrate la Radio, la Televiziune sau în colecții particulare, parte s-au pierdut. Unele dintre ele nu au mai apucat să fie cântate nici în concerte. Aceasta este doar o listă parțială, iar ordinea prezentării este aproximativ cronologică. Operele rock (Omul 36/80, Meșterul Manole, Empire of Vampires, AnteMiorița) au fost abordate în articole separate.
Pentru piesele care au fost editate pe suporturi audio oficiale, vezi: Indicele cântecelor de Phoenix.
| Titlu                                                                             | An        | Descriere |
| --------------------------------------------------------------------------------- | --------- | --- |
| „Pădure, pădure”, „Bun e vinul ghiurghiuliu”                                      | 1965      | Reprezintă primele prelucrări folclorice ale grupului, realizate de Nicolae Covaci prin 1965. Înregistrările se află în arhiva Radio. Potrivit lui Nicu Covaci, „Pădure, pădure” reprezintă bucata instrumentală cântată în mijlocul piesei „Nunta”, în concerte, după 1990, ea fiind inițial cântată la coardele pianului. În 1977–1978 a fost reînregistrată în Germania Federală, sub numele de „Dunăre, Dunăre”. |
| „All Night Long”                                                                  | 196?      | Reprezintă una din piesele din anii '60 în limba engleză, aflate pe înregistrări audio, în colecții private. |
| „E dimineață în viața mea”                                                        | 1966–1967 | Piesă creată prin anii 1966–1967 de către tandemul Nicolae Covaci – Florin Bordeianu și orchestrată cu instrumente clasice de către Dorel Vintilă Zaharia și Günther Reininger. A fost prezentată de formație la Festivalul Studențesc de la Iași din 1968. Posibil să fie aceeași piesă cu „Dimineață de primăvară”, menționată de Dorel Vintilă Zaharia în episodul 5 al „Integralei Phoenix 40”. |
| „Cred că știi”                                                                    | 1968      | Piesă creată prin 1968 de către tandemul Nicolae Covaci – Florin Bordeianu. |
| „Culegătorul de melci”                                                            | 1969      | Piesa centrală a operei rock Omul 36/80. Înregistrată în formula: Nicu Covaci – chitară, voce, Florin Bordeianu – solist vocal, Béla Kamocsa – chitară bas, voce, Dorel Vintilă Zaharia – baterie, plus un grup coral feminin. Piesa a beneficiat și de o filmare TVR pe malul Begăi, în Timișoara (1969). |
| „Vânt hain nr. 3”                                                                 | 1969      | Compusă în aceeași perioadă cu primele două bucăți (circa 1969) de Nicolae Covaci și Florin Bordeianu. Primele două bucăți apar pe albumul de restituiri Vremuri, anii 60... (1998). |
| „Dorința”, „Amintește-ți”, „Niciodată (Never)”                                    | 1970      | Piese, probabil blues-uri, cântate în formula anului 1970: Nicu Covaci – chitară, Günther Reininger – voce, pian, Zoltán Kovács – chitară bas, (Liviu Butoi – oboi, flaut ?). |
| „Hei, Hei”, „Ce Zăduf”, „Ia-ți dragostea și pleacă”, „Înapoi acasă”               | 1970/71   | Piese menționate de Nicolae Covaci într-un interviu pentru Contemporanul din 26 martie 1971. Acestea, posibil, au fost interpretate de formație în formula Covaci - Kovács - Reininger - Butoi, în cadrul emisiunii TV Divertisment '71. |
| „Cei ce ne-au dat nume”                                                           | 1971      | Piesa titulară a albumului din 1972, așa cum fusese inițial proiectat. Melodia este în esență aceeași cu cea a piesei „Cocoșii negri”, probabil cu un text de Victor Cârcu. Se află înregistrată live, în 1971, în formula: Covaci – Kappl – Baniciu – Liuba. Fiind interzisă de cenzură, după apariția discului omonim a fost chiar scoasă din repertoriu. „Voi dar, care aveți inima bună / S-adunăm tot ce în lume-i tânăr / Să cântăm ce inima ne spune / Neuitând pe cei ce ne-au dat nume.” |
| „Cocoșii negri”                                                                   | 1971      | Prelucrare folclorică de Josef Kappl și Nicolae Covaci după o datină din Valea Almăjului, pe versuri populare. A fost înregistrată în 1974, în formula: Nicu Covaci – solist vocal, double-six, Mircea Baniciu – solist vocal, Josef Kappl – chitară bas, voce, Costin Petrescu – percuție, Valeriu Sepi – percuție. Făcea parte din proiectul inițial al albumului Cei ce ne-au dat nume. Un fragment din ea se găsește pe coloana sonoră a filmului Nemuritorii (1974, regizor Sergiu Nicolaescu). Reînregistrată în 1998, piesa era proiectată să apară pe albumul Cantafabule remix. Încă mai este cântată în concertele Phoenix, și a apărut într-o înregistrare live pe DVD-ul Live at Sala Palatului (2006). „Cocoșii negri cântară / Zori albe nu se vărsară / Zorilor surorilor / Nu grăbireți a zorire / Pân' cutare s-o gătire / S-o găti, s-o-mpodobire / Cu podoabe de argint / Cum n-o mai fost nicicând / Pân' a fi mers în pământ...” |
| „Vișina”; „Răzmerița, apoi revolta”                                               | 1971      | Piese ce aparțineau inițial albumului Cei ce ne-au dat nume. |
| „Siminica-Duminica”                                                               | 1971      | Piesă ce aparținea inițial albumului Cei ce ne-au dat nume, interzisă de cenzură la editarea discului, în 1972. Piesa este o prelucrare a unei melodii populare. |
| „Prima zi”                                                                        | 196? 1973 | Melodie compusă de Josef Kappl în perioada în care se afla la formația timișoreană Clasic XX, îmbogățită cu frumoase intervenții de vioară și o tonalitate mai „hard”. „Prima zi când te-am văzut / Credeam că ești o zână din povești / Dar acum când te cunosc / Știu că n-ai fost și nici nu ești. / Am crezut că tot ce tu mi-ai spus e-adevărat / Visul ce-am trăit a fost frumos, s-a spulberat.” |
| „Origine”                                                                         | 197?      | Piesă compusă de Mircea Baniciu, pe versuri de Ioan Alexandru. Deși destinată inițial grupului Phoenix, a reprezentat una dintre creațiile ce au stat la baza debutului carierei solo a lui Baniciu, după plecarea din țară a colegilor săi de trupă. A fost înregistrată prima oară în 1979, în TVR, în componența: Mircea Baniciu – solist vocal, chitară acustică, Florin Ochescu – chitară electrică, Liviu Tudan – chitară bas, Dorel Vintilă Zaharia – baterie. Ulterior a fost reînregistrată de supergrupul Pasărea Rock, fiind inclusă pe albumul Legenda (2016). |
| „Măi tătare, măi tătare!”                                                         | 197?      | Cântec (probabil popular) menționat în cartea Phoenix, însă eu... a lui Nicolae Covaci. Versurile piesei aparțin lui Vasile Alecsandri (poezia „Tatarul. Cântic vechi”). Făcea parte din repertoriul anilor '70. A fost cenzurat de autorități. În anul 2009 a fost reorchestrat de Nicolae Covaci și a fost interpretat în diferite concerte cu Bogdan Munteniță la voce. |
| „Zicala dobei”                                                                    | 1976 ?    | Piesă instrumentală din anii '70 interpretată cu dubașii din Brănești și, mai apoi, cu dubașii-studenți. În Germania, neavând dubași, la înregistrarea piesei, în 1978, bateria a fost suprapusă de opt ori. |
| „Alaska”                                                                          | 1978      | Piesă compusă de Erlend Krauser prin 1978, a aparținut discului în proiect Zgâriați-vă pe ochi. |
| „Sunset (Old and Alone)”                                                          | 1978      | Piesă compusă și înregistrată în 1978. Era planificată pentru apariție pe disc, alături de „Alaska”, „Zicala dobei”, „Wedding”, „Winter” și altele. „Old and alone / Lovers all have gone / He had once such a golden time / Old and so sad / Dusty rotted hair / All his friends rest in the grave.” Tema muzicală introductivă a fost refolosită de Ioji Kappl la melodia „Pe Argeș în jos”, editată pe un disc maxi-single lansat în decembrie 2008 sub titulatura Baniciu & Kappl. |
| „Get Around”                                                                      | 1978      | Piesă compusă de Josef Kappl în 1978. Textul aparține lui Florin Bordeianu. „Get around / You want to see my face / Get around... / Get around / You want to see my face / Get around... / Get around / You want to hear my song / Get around... / Anyone / Who wants to see my face / Anyone... / Anyone / Who wants to hear my song / Get her all the time you know / Get her all the time before / Sing the song you wanna hear / Get her all the time before / Sing the song you wanna hear (...) / Get around... / You want to hear my song / Get around...” |
| „Brontozaur dat cu aur”                                                           | 1978      | Reprezintă o prelucrare folclorică din 1978, având un text scris de Victor Cârcu. „Brontozaur dat cu aur / Cel mai de temut balaur / Spune de ce ții ascuns / Gându-ți rău de nepătruns ? / Brontozaur dat cu aur / Oare cine ți-a fost faur ? / Fiară de apocalips / C-un ochi galben și-altu-nchis.” Cu versuri în limba engleză, scrise de Erlend Krauser, a apărut pe discul From the East (1979) al formației Madhouse, cu titlul „Dwarf Pillbox”. |
| „Winter” sau „Snow Dancing”                                                       | 1978      | Varianta în limba engleză a piesei „Iarna (introducere)” de pe discul Cei ce ne-au dat nume. Piesa a fost reînregistrată în 1978, având textul în engleză scris de Moni Bordeianu. „It's a new season, and I'm happy, sun shines / Here's another year gone by!” |
| „Music and Muzak”                                                                 | 1978      | Varianta tradusă în limba engleză a piesei „Muzică și muzichiie” a lui Josef Kappl, de pe albumul Mugur de fluier. A fost înregistrată în 1978. |
| „Pasărea Roc...k'n'Roll”                                                          | 1978      | Versiunea în limba engleză a acestei piese de pe discul Cantofabule. A fost înregistrată în Germania de Vest în 1978. |
| „City of Angels”                                                                  | 1980 ?    | Piesă din anii '80, a cărei variantă în limba română, „Apocalipsă”, a apărut în 2005 pe albumul Baba Novak. Această piesă făcea parte din proiectul de operă rock Empire of Vampires din anii '80 (împreună cu piesa omonimă, „Running”, „I Need a Friend” și altele). A fost înregistrată în 1999 în formula: Nicu Covaci – chitară solo, Malcolm J. Lewis – solist vocal. A fost cântată cu versurile originale în engleză într-un concert la Costinești, în august 2007. |
| „Măicuța”                                                                         | 198?      | Piesă neînregistrată, ce se afla în stadiu de proiect în 1989. Cântată în acel an (împreună cu „Iovano”), la o întâlnire a lui Nicu Covaci în trei, cu Mircea Florian și Nicu Vladimir, în Germania. |
| „Neverending Fight”                                                               | 1994 ?    | Înregistrată de către Nicu Covaci – solist vocal, chitară solo, Josef Kappl – chitară bas și alții, în 1994. Varianta în limba română a piesei, „Nesfârșita luptă”, a apărut pe discul În umbra marelui urs din 2000 (reeditat în 2003). A beneficiat de un videoclip în 1994, apărând ca piesă (reînregistrată) pe In the Shadow of the Big Bear (2000). |
| „Barbu Lăutarul”, „Doina din Domașnea”, „Hora Staccato”, „Sus pe culmea dealului” | 2002      | Melodii și texte populare, ori compuse de Grigoraș Dinicu, în aranjamentul lui Nicolae Covaci și al lui Gheorghe Zamfir, realizate în 2002. |
| „Javore”                                                                          | 2003      | Piesă populară sârbească, propusă inițial spre apariție pe albumul Baba Novak din 2005. |
| „Cimpoiul fermecat”                                                               | 2009      | Piesă ce făcea parte din proiectul de operă rock AnteMiorița, înregistrată într-o variantă demo din 2009, în formula: Nicu Covaci – chitară, voce, Bogdan Bradu – solist vocal, Cristi Gram – chitară solo, Volker Vaessen – chitară bas, Dzidek Marcinkiewicz – claviaturi, Ovidiu Lipan – baterie, Ionuț Contraș – voce. Fragmente din această piesă au fost prezentate într-o ediție din mai 2009 a emisiunii Timpul chitarelor (TVR 2). |
| „Rapsodia română nr. 1 în La major”                                               | 2009      | Piesă orchestrală compusă de George Enescu, prelucrată și interpretată secvențial de formația Phoenix, în cadrul proiectului de rock simfonic Sinteza Rapsodia—Anotimpurile, ce a avut premiera pe 1 decembrie 2009. Acest proiect a propus o sinteză între suita „Ciclul anotimpurilor” de pe albumul Cei ce ne-au dat nume și Rapsodia română a lui George Enescu. |
| „Colindul casei”                                                                  | 2009      | Prelucrare după un cântec arhaic, interpretat în premieră, alături de solistul vocal Bogdan Munteniță, în concertul Sinteza Rapsodia—Anotimpurile din decembrie 2009. Ulterior, în 2016, piesa a fost înregistrată de Bogdan Munteniță cu formația RIT. |
| „AnteMiorița” (fragment)                                                          | 2013      | Piesă ce făcea parte din proiectul de operă rock AnteMiorița, prezentată într-o emisiune televizată din iunie 2013, în componența: Bogdan Munteniță – solist vocal, Nicu Covaci – chitară acustică, Cristi Gram – chitară electrică, Volker Vaessen – chitară bas, Dzidek Marcinkiewicz – claviaturi, Ionuț Micu – baterie. |
| „Marea țiganiadă”                                                                 | 2014      | Piesă compusă de Nicolae Covaci în jurul anului 2014, însă nefinalizată în momentul înregistrării albumului Vino, Țepeș!, lansat în decembrie 2014. |